# Marcos Benítez
Marcos Osvaldo Benítez Villalba, noto semplicemente come Marcos Benítez (Villa Hayes, 17 febbraio 1985), è un giocatore di calcio a 5 paraguaiano.

## Carriera
Laterale offensivo brevilineo, ha giocato buona parte della carriera nei campionati italiani, indossando tra le altre la maglia dell'Arzignano con cui ha vinto uno scudetto e una supercoppa italiana. Con la Nazionale di calcio a 5 del Paraguay ha preso parte al Mondiale 2012.

## Palmarès
- Campionato italiano: 1
Arzignano: 2005-06
- Supercoppa italiana: 1
Arzignano: 2006